# Abdelhamid Ben Badis
El jeque Abdelhamid ben Muhammad al Mustafá ben Makki ben Ibn Badis (Constantina, 4 de diciembre de 1889-Constantina, 16 de abril de 1940), más conocido como Abdelhamid Ben Badis (en árabe: عبد الحميد بن باديس), fue una de las figuras emblemáticas del movimiento reformista musulmán argelino en la primera mitad del siglo XX. Fundó en 1931 la Asociación de los Ulemas Musulmanes, que representó un papel esencial en la formación ideológica del movimiento nacional argelino durante las dos décadas que precedieron a la insurrección de noviembre de 1954. 
Sus ideas están en la raíz de la idea política reformista que sitúa al islam como uno de los elementos fundamentales de la identidad del pueblo argelino y como uno de los puntales de su lucha por la independencia de Francia.

## Biografía

### Infancia
Ben Badis nació en Constantina, al noreste de Argelia, el 4 de diciembre de 1889. Creció en el seno de una antiquísima familia de clase media vinculada a la tribu zirí de los Sanhaya, uno de los grandes grupos bereberes del Magreb. Fueron emires de Ifriqiya en nombre de los Fatimíes que habían conquistado Egipto en el año 969 y reinaron hasta 1512, pero en 1041 Al-Muizz ben Badis rechazó la obediencia fatimí para reconocer el califato abasí y recibió entonces el título de “Comendador de los creyentes en el gobierno de todo el Magreb”. Con esta ruptura y reconocimiento de la autoridad de Bagdad, Ifriqiya reafirmaba su voluntad de independencia. Cuando se refiere a este acontecimiento que marcó el destino político del Magreb, Ibn Jaldún asegura: “No está aquí únicamente la historia de nuestra familia, sino también la gloriosa historia de toda el África del norte musulmana”.
De su infancia se conocen escasos detalles. Posiblemente, ben Badis creció rodeado de las costumbres turcas que imperaban en la burguesía argelina. Por lo demás, hay que destacar que su educación se desarrolló en el ambiente que impregnaba a finales del siglo XIX Constantina, una ciudad que por aquel entonces era un centro intelectual especialmente activo.
Ben Badis creció en un entorno religioso y piadoso. Su educación se desarrolló en árabe y en francés. Comenzó a estudiar en profundidad el Corán con trece años, bajo la influencia de un tutor que le marcaría para siempre y por el que sintió un gran aprecio: Hamdam al-Wanisi, un ardiente defensor de los derechos de los ciudadanos musulmanes de Constantina frente a la ocupación francesa. Las biografías de ben Badis recogen el consejo que le dio su maestro: “Aprende la ciencia para el amor a la ciencia, no para el deber”.
Desde el punto de vista familiar, Abdelhamid ben Badis tenía todo de su lado para llevar a cabo una brillante dentro de la Administración colonial: “Durante la conquista francesa, su abuelo, el cadí Si al-Makki, (…) luego será cadí en la Dirección Divisionaria de Asuntos Árabes, y Napoleón III le condecorará personalmente en 1864. Su padre, Muhammad al Mustafá, gran propietario y ganadero, ocupó los cargos de consejero municipal de Constantina, consejero general del Departamento de Constantina, aga de Constantina en 1929, bachaga honorario en 1930, asesor de la Federación de los elegidos del Departamento, consejero de Comercio Exterior de Francia, Gran Cruz de la Legión de Honor. (…) El mayor de sus hermanos, Mulud al-Zubair, participó activamente en la vida social y política de la administración colonial”.
Sin embargo, tal fue la influencia de al-Wanissi en el joven ben Badis que le arrancó la promesa de que nunca trabajaría al servicio de Francia. El propio líder reformista reconoce en su revista Al-Chihab la recomendación de su maestro: “Me recomendó insistentemente que no aspirara nunca a una función pública, que no la aceptara y que no utilizara mi saber como medio de llegar a ella, como lo hacían entonces la mayoría de mis iguales”.

### Formación
Para perfeccionar su educación en lengua árabe, su padre le envió a estudiar a la Universidad Al-Zaytuna de Túnez en 1908, cuando tenía diecinueve años.
Cuando regresó a Constantina, con veintitrés años, se enfrentó a su primera decepción: el muftí de la ciudad no le permitió dedicarse a la enseñanza privada. Entonces, ben Badis decidió completar su formación viajando a Oriente Medio.
En primer lugar, se desplazó a Medina (Arabia Saudí), donde visitó a al-Wanisi, que se había retirado allí en 1904. Fue precisamente su apreciado maestro quien le proporcionó una carta de recomendación que le llevó directamente al prestigioso jeque Bahit al-Multií, en Halwan (Egipto). Allí obtuvo ben Badis su certificado en lectura y transmisión de las enseñanzas del Profeta Muhammad (iyaza).

### Regreso a Constantina

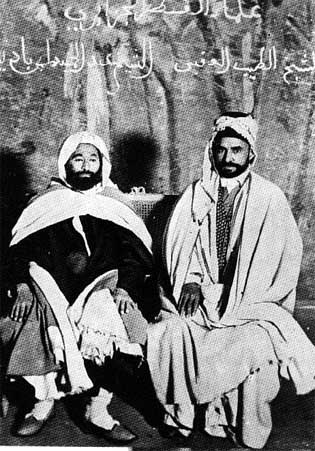
Ben Badis (a la izquierda) con su compañero Tayeb el Oqbi (a la derecha).

En 1914 regresó a Constantina y se estableció como maestro en la Mezquita Verde, haciendo uso de su título de alim. Tenía veinticinco años. Ejerció como profesor hasta los veintinueve, coincidiendo con los cuatro años que duró la Primera Guerra Mundial. En 1919, ben Badis opta por salir de la discreción que había marcado su carrera como pedagogo. Para eso, decide aceptar la oferta de los historiadores Martha y Edmund Gouvion, que le pidieron que escribiera una página en árabe para presentar su Libro de los notables magrebíes. Esta fue su primera oportunidad de desempeñar el papel público al que siempre aspiró en la esfera de Constantina.
El primer texto que firmó ben Badis fue la siguiente pieza que sirvió para encabezar la obra de los Gouvion:

(…) La cultura crea un lazo que prevalece sobre el parentesco, para personas ilustradas, sean árabes o no árabes. Cuando están nutridos de ciencia, los hombres son comparables a los miembros de una misma familia, rodeados de un padre y de una madre bondadosos. Venido de Francia, Gouvion se preocupa por resucitar el renombre de las ilustres familias del Magreb. Es habitualmente un motivo de satisfacción para los seres nobles evocar los grandes nombres entre los de la gente bien nacida (…).

### La lucha por la independencia
Fue en estos momentos cuando ben Badis comenzó a dar forma a su idea de concienciar y movilizar a los árabes frente a las fuerzas ocupantes francesas. En su opinión, “la reforma de los musulmanes debía anteceder y condicionar al proceso de liberación sociopolítica ante una dominación colonial occidental que constituía únicamente la expresión más aparatosa del problema”.
El reformismo de ben Badis insiste en la educación y la concienciación del pueblo argelino colonizado como paso previo a la lucha por la independencia y parte, desde el punto de vista ideológico, de una lectura renovada de la tradición religiosa. Cuando fundó la Asociación de Ulemas Musulmanes, en 1931, su objetivo era que la teología reformista jugase “un papel de fermento ideológico para toda una generación de militantes” que se estaban formando en las escuelas que dependían de este grupo y que comenzaron a enseñar lengua árabe a partir de 1920. Siguiendo los pasos de sus maestros Mohamed Abdu y Rashid Ridha, ben Badis puso todo el énfasis de su ideología en a libertad de espíritu, frente a las tendencias dogmáticas que impregnaban el resto de escuelas musulmanas de la época.
Otra idea en la que insistió continuamente ben Badis fue la de desvincularse laboralmente de Francia. En su opinión, “el reformismo religioso en Egipto y en Túnez no progresó porque todos aquellos que se reclamaban de la ciencia eran funcionarios o candidatos a la función pública, o gente que pretendía puestos". Por eso, aseguró que era “necesario y obligatorio alejarse de toda función pública si uno se prepara para estar al servicio del islam”.

## Dos revistas al servicio de la difusión de ideas

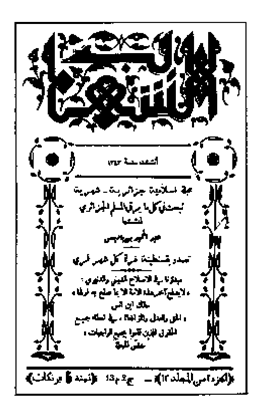
Portada de la revista ash-Shihab.

Ben Badis consiguió hacer del islam la bandera nacional de Argelia. Llevó a cabo una lucha personal contra la superchería y contra los santones a los que se confiaban los argelinos. A cambio, ofreció a sus conciudadanos un Islam depurado y ortodoxo del que emanaban las bases políticas a las que debían aferrarse para levantarse contra la metrópoli y exigir su independencia. Y así lo plasmó en las dos revistas que creó para difundir sus ideas y que tendrán repercusión en todo el conjunto del mundo árabe: Al-Muntaqid (“El censor”) y Al-Chihab (“El Meteoro”). Al-Muntaqid nació en julio de 1924 con un doble objetivo: promover la renovación interna del Islam en Argelia y proteger a los argelinos del laicismo de emanaba de las fuerzas colonizadoras. La revista no vivió más allá de cinco meses: Francia la cerró por un artículo que defendía la rebelión en el Rif, en Marruecos.
La reacción de ben Badis fue inmediata. Su equipo publicó una nueva revista de tirada mensual, Al-Chihab, que pronto se convirtió en el referente de los reformistas argelinos hasta que fue cerrada coincidiendo con el comienzo de la Segunda Guerra Mundial. Así presentaba ben Badis el desafío al que se enfrentaba su nueva revista a través del editorial del primer número, publicado el 12 de noviembre de 1925:

(…) Un chihab “estrella” en el cielo de la libertad, de la fraternidad, de la igualdad, ideales exaltados por el Islam, los mismos por los que han muerto los franceses libres (…) Una chihab “antorcha” que disipa las tinieblas de la ignorancia, las supersticiones y el error (…) Un chihab “meteoro” vigilante, defensor de la verdadera religión contra los atentados de los impostores y de los cómplices de censurables innovaciones (…).
Al-Chihab, noviembre de 1925.

Hay dos frases de Ben Badis que muestran con precisión el ardor con el que el reformista defendió sus ideas nacionalistas religiosas: “El islam es mi religión, el árabe mi lengua, Argelia, mi patria” y “Argelia está basada en el trípode de la etnia bereber, la lengua árabe y la religión musulmana”.
Ben Badis se consagró como el promotor del reformismo argelino gracias a la magnífica difusión de sus ideas a través de sus clases, repartidas en doscientas escuelas, en las que se enseñaba lengua árabe y moral religiosa. Llegó a impartir hasta catorce clases al día a unos trescientos estudiantes. Esta corriente islámica que apostaba por regresar a los orígenes de las enseñanzas del Profeta Muhammad fue el comienzo de una renovación profunda de la identidad política argelina, continuadora de las ideas de Mohamed Abdu y Yamal al-Din al-Afgani.

## El debate sobre la construcción nacional de Argelia
Ben Badis fue el líder del movimiento reformador argelino en un momento histórico clave: el período de entreguerras, cuando buena parte de la élite intelectual argelina -educada por la metrópoli- apostaba porque Argelia se asimilase a Francia. En este sentido, es muy conocido el debate público que ben Badis sostuvo con su compatriota liberal Ferhat Abbas.
En 1936, Abbas escribió que en la historia de Argelia no había huellas históricas que la presentasen como una nación y, por eso, apostó por que los argelinos se adscribieran a Francia como su madre patria. Ben Badis replicó que Argelia había dado señales históricas que mostraban que estaban en período de crecimiento como nación y que poseía una “unidad lingüística, cultural y de tradiciones”.
A mediados de los años treinta, ben Badis temía que los nacionalistas seculares alcanzasen acuerdos con Francia para apartarles del escenario político. Entonces, para consolidarse como una apuesta intelectual segura, comenzó por rechazar el nacionalismo radical de Messali Hadj. Después, consolidó como organización a la Asociación de Ulemas Musulmanes, en un congreso que se celebró en junio de 1936, como una frente común contra Francia que aglutinaba a reformistas, asimilacionistas y comunistas. A pesar de sus esfuerzos por negociar con los franceses, dados los escasos frutos de las conversaciones, los reformistas abandonaron esta alianza política en 1938.
Ben Badis murió en su ciudad natal, Constantina, el 16 de abril de 1940. Su desaparición provocó el declive inmediato de la Asociación de Ulemas Musulmanes. Aun así, sus discípulos siguieron trabajando para presentar la nación argelina como un ente árabe y musulmán.